# Himno a Pucallpa
El himno a Pucallpa es el himno de la ciudad Pucallpa, en Perú escrito en el siglo XX. El himno es incentivado para la educación escolar debido a su poca popularidad en conocerla.